# Política familiar
Podríamos formular la definición la política familiar como aquella política, aquella intervención de los poderes públicos, que pretende proteger y promover el derecho individual a formar familias y establecer relaciones familiares, removiendo los obstáculos que nos impedirían formar familias, formar familias del tamaño que quisiéramos y establecer relaciones familiares, lazos familiares, vínculos familiares.
Dentro del concepto de política familiar se podría incluir:
- La que denominaríamos “política familiar en sentido estricto, directa o como campo” (así, por ejemplo la regulación jurídica de las relaciones familiares; la fiscalidad aplicable a las familias; prestaciones económicas o servicios para las familias, tales como información, orientación, mediación, formación o terapia); y
- Un anillo más o menos amplio de las que denominaríamos “políticas de alto impacto familiar” o “políticas que son (o pueden ser) realizadas con perspectiva o enfoque familiar” (en campos como, por ejemplo, regulaciones laborales, política de vivienda, servicios sociales o prestaciones económicas a personas, regulación de horarios comerciales u organización de la atención sanitaria).

Hablaríamos, por decirlo así, una política familiar que tendría una doble dimensión o sentido: el de incorporar medidas y actuaciones que tuvieran como destinatarias directas las familias como tales y el de contribuir a la incorporación de la perspectiva familiar y medir o analizar el impacto familiar en todo el resto de políticas públicas, que serían consideradas, desde este punto de vista, más o manos “amigables para la familia”.
En este sentido la política familiar es una política transversal u horizontal, es decir, una política que se va a apoyar en diferentes ámbitos sectoriales; se va a apoyar en el ámbito del empleo, en el ámbito de los servicios sociales, en el ámbito de la educación, en el ámbito de la vivienda… Toda política transversal tiene la condición de que normalmente no debiera generar demasiadas estructuras, instrumentos especialmente propios, sino, más bien, permear, influir en esos grandes ámbitos sectoriales, en esos pocos que suelen ser llamados “pilares” del sistema de bienestar, que se ocupan de grandes áreas de necesidad de las personas.
La política familiar es tratada de forma distinta en Europa, según las legislaciones diferentes que hay e incluso también según las distintas federaciones o repúblicas federales europeas existentes.

## Políticas por países
- Política familiar en España